# オクフスキー郡 (オクラホマ州)
オクフスキー郡（英: Okfuskee County）は、アメリカ合衆国オクラホマ州の中央部に位置する郡である。2010年国勢調査での人口は12,191人であり、2000年の11,814人から3.2%増加した。郡庁所在地はオケマー市（人口3,223人）であり、同郡で人口最大の都市でもある。

## 地理
アメリカ合衆国国勢調査局に拠れば、郡域全面積は629平方マイル (1,629 km2)であり、このうち陸地は625平方マイル (1,618 km2)、水域は4平方マイル (11 km2)で水域率は0.66%である。

### 主要高規格道路
- 州間高速道路40号線
- アメリカ国道62号線
- アメリカ国道75号線
- オクラホマ州道48号線
- オクラホマ州道56号線

### 隣接する郡
- クリーク郡 - 北
- オクマルギー郡 - 東
- マッキントッシュ郡 - 南東
- ヒューズ郡 - 南
- セミノール郡、ポタワトミー郡 - 南西
- リンカーン郡 - 西

## 人口動態

人口ピラミッド

以下は2000年の国勢調査による人口統計データである。
| 基礎データ - 人口: 11,814人 - 世帯数: 4,270 世帯 - 家族数: 2,971 家族 - 人口密度: 7人/km2（19人/mi2） - 住居数: 5,114軒 - 住居密度: 3軒/km2（8軒/mi2） 人種別人口構成 - 白人: 65.46% - アフリカン・アメリカン: 10.41% - ネイティブ・アメリカン: 18.20% - アジア人: 0.08% - その他の人種: 0.57% - 混血: 5.27% - ヒスパニック・ラテン系: 1.64% 言語による人口構成 - 英語: 92.5% - マスコギ語: 3.5% - スペイン語: 2.1% - ドイツ語: 1.3% 年齢別人口構成 - 18歳未満: 24.6% - 18-24歳: 8.2% - 25-44歳: 26.7% - 45-64歳: 24.2% - 65歳以上: 16.3% - 年齢の中央値: 39歳 - 性比（女性100人あたり男性の人口） - 総人口: 106.5 - 18歳以上: 107.9 | 世帯と家族（対世帯数） - 18歳未満の子供がいる: 29.2% - 結婚・同居している夫婦: 54.1% - 未婚・離婚・死別女性が世帯主: 11.2% - 非家族世帯: 30.4% - 単身世帯: 27.8% - 65歳以上の老人1人暮らし: 14.5% - 平均構成人数 - 世帯: 2.52人 - 家族: 3.06人 収入と家計 - 収入の中央値 - 世帯: 24,324米ドル - 家族: 30,235米ドル - 性別 - 男性: 24,129米ドル - 女性: 17,819米ドル - 人口1人あたり収入: 12,746米ドル - 貧困線以下 - 対人口: 23.0% - 対家族数: 17.3% - 18歳未満: 29.6% - 65歳以上: 17.5% |

## 都市と町
| - ベアデン - ボーリー - キャッスル | - クリアビュー - IXL | - メイソン - オケマー - 郡庁所在地 | - パーデン - ウェリートカ |

## 著名な出身者
カントリー・ミュージックの象徴的な存在であるウディ・ガスリーはオクフスキー郡オケマー市の生まれである。失われた叙情詩『Way Over Yonder In the Minor Key』の中でオクフスキー郡が歌われている。この詩はビリー・ブラッグとウィルコ の1998年の合作『Mermaid Avenue』で曲になった。